# Gmina Stężyca (Powiat Kartuski)
Die Gmina Stężyca ist eine Landgemeinde im Powiat Kartuski der Woiwodschaft Pommern in Polen. Ihr Sitz ist das gleichnamige Dorf (deutsch Stendsitz, früher Stendzitz, Adlig Stendsitz; kaschubisch Stãżëca) mit etwa 2100 Einwohnern.

## Geographie
Die Gemeinde liegt nördlich der Stadt Kościerzyna (Berent) in der Kaschubischen Schweiz im ehemaligen Westpreußen. Kartuzy (Karthaus) ist zwanzig und Danzig 50 Kilometer entfernt. Auf Gemeindegebiet erstrecken sich der Jezioro Raduńskie Górne (Radaune-See), der Jezioro Stężyckie (Stendsitzer See) und weitere Seen.

## Partnergemeinde
Die Gemeinde hat seit 2011 eine Partnerschaft mit der deutschen Gemeinde Schlangen.

## Gliederung
Zur Landgemeinde Stężyca gehören 18 Orte (deutsche Namen bis 1945) mit einem Schulzenamt (sołectwo):
Borucino (Borruschin, 1939–1945 Barruczyn)
Gapowo (Gapowo, 1939–1945 Krähwinkel)
Gołubie (Gollubien)
Kamienica Szlachecka (Niedeck)
Klukowa Huta (Kluckenhütte)
Łączyno (Lonschin, 1939–1945 Lonczyn)
Łosienice (Alt Losinietz, 1939–1945 Altösenitz)
Niesiołowice (Niesolowitz)
Nowa Wieś (Neudorf)
Nowe Czaple (Neu Czapel, 1939–1945 Neu Chapel)
Pierszczewo (Pierschewo, 1939–1945 Groß Pierszewo)
Potuły (Patull)
Sikorzyno (Sykorschin)
Stężyca (Stendsitz)
Stężycka Huta
Szymbark (Schönberg)
Zgorzałe (Seedorf)
Żuromino
Weitere Ortschaften der Gemeinde sind:
Betlejem
Bolwerk
Chróstowo
Czapielski Młyn
Czysta Woda
Danachowo
Dąbniak
Dąbrowa
Delowo
Drozdowo
Dubowo
Gołubie-Wybudowanie
Kamienny Dół
Kolano
Krzeszna (Kresin)
Krzeszna-Stacja
Kucborowo
Kukówka
Łączyński Młyn
Malbork
Mała Krzeszna
Mestwin
Niebo
Nowa Sikorska Huta
Nowy Ostrów
Ostrowo
Pażęce
Piekło
Pierszczewko
Przymuszewo
Przyrowie (Thalheim)
Pustka
Pypkowo
Rzepiska (Riebenhof)
Smokowo (Smokowo)
Stara Sikorska Huta
Stare Czaple
Stare Łosienice
Stężyca-Wybudowanie
Szczukowo
Śnice
Teklowo
Uniradze
Wieżyca
Wygoda Łączyńska
Zdrębowo

## Verkehr
Die Gemeinde ist über den Bahnhof Gołubie Kaszubskie sowie die Haltepunkte Krzeszna und Wieżyca an der Bahnstrecke Nowa Wieś Wielka–Gdynia an das Eisenbahnnetz angebunden.